# Кхо
Кхо, чітральці — народ, основне населення території колишнього князівства Читрал на півночі Пакистану (тепер округ Читрал). Чисельність у 1970 році становила понад 100 тис. чоловік (оцінка), у 2004 році — близько 289 тис. чоловік. Мова — кховар, належить до дардських мов. За релігією більшість кхо — мусульмани-ісмаїліти. Основне заняття — землеробство і скотарство, розвинуті також ремесла, зокрема ковальство.